# Sinus Amoris

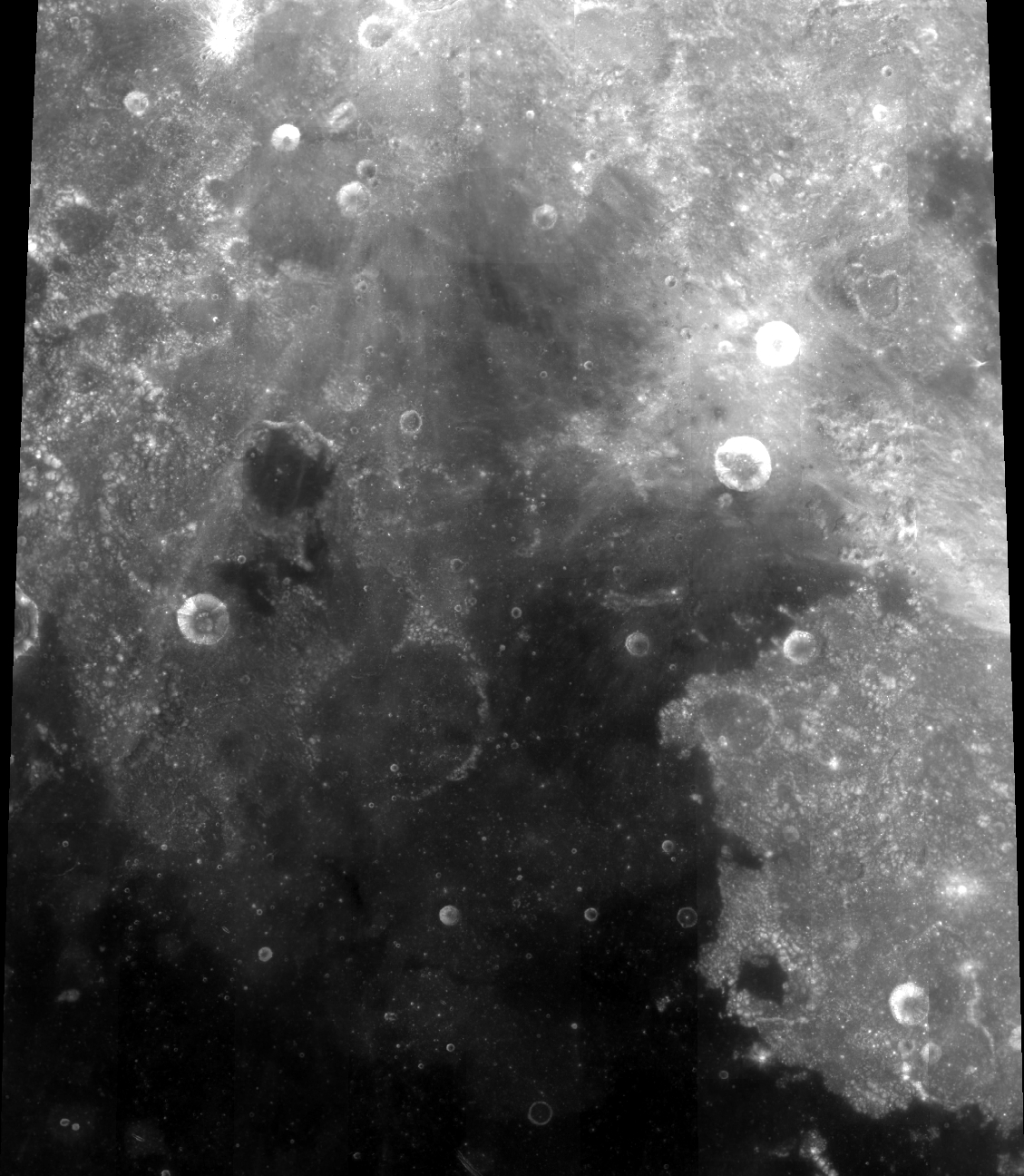
Sinus Amoris

Sinus Amoris (łac. Zatoka Miłości) – zatoka księżycowego morza Mare Tranquillitatis. Jej współrzędne selenograficzne to 18,1° N, 39,1° E, a średnica wynosi 130 km. Z północy ograniczona jest przez góry Montes Taurus. Nazwa została zatwierdzona przez Międzynarodową Unię Astronomiczną w roku 1976.